# Estnische Badmintonmeisterschaft 1976
Die Estnische Badmintonmeisterschaft 1976 fand im März 1976 in Aseri statt. Es war die 12. Austragung der Titelkämpfe.

## Medaillengewinner
| Disziplin    | Gold                                               | Silber                                            | Bronze                                           |
| ------------ | -------------------------------------------------- | ------------------------------------------------- | ------------------------------------------------ |
| Herreneinzel | Alfred Kivisaar, Tallinn                           | Mart Siliksaar, Tartu raj                         | Jaak Nuuter, Tallinn                             |
| Dameneinzel  | Reet Kull, Tartu raj                               | Riina Kaarli, Tartu raj                           | Marika Dolotova, Tartu                           |
| Herrendoppel | Alfred Kivisaar Toivo Raudver, Tallinn / Tartu raj | Jaak Nuuter Toomas Ristlaan, Tallinn              | Tiit Vapper Mart Siliksaar, Tallinn / Tartu raj  |
| Damendoppel  | Reet Kull Riina Kaarli, Tartu raj                  | Tiina Nuuter Merike Vaimel, Tallinn / Tartu       | Katrin Paeväli Piret Lond, Tallinn               |
| Mixed        | Mart Siliksaar Reet Kull, Tartu raj                | Alfred Kivisaar Riina Kaarli, Tallinn / Tartu raj | Toivo Raudver Marika Dolotova, Tartu raj / Tartu |